# Pocitos
Pocitos és un barri costaner del sud de Montevideo, Uruguai. Té platges sobre el litoral del Riu de la Plata.
Aquest barri és de classe mitjana-alta. La zona marítima és recorreguda per La Rambla. El lloc es caracteritza pels gratacels de 15 nivells. És també un dels punts turístics més representatius de la ciutat.

## Informació
És seu de nombrosos edificis d'interès arquitectònic, amb la Casa Darnaud, seu de l'ambaixada de Rússia, i la Casa Towers, seu de l'ambaixada d'Itàlia, com a dos exemples. Els següents edificis, actualment empleats com a residències o zona de negocis, van ser reconeguts com a Patrimoni Nacional el 1986: la Casa Felipe Yriart, la Casa Casabó, i la Casa Williams. També l'edifici de l'Escola Brasil, encara en ús com a col·legi, va rebre aquesta distinció el 2002.

## Mapa

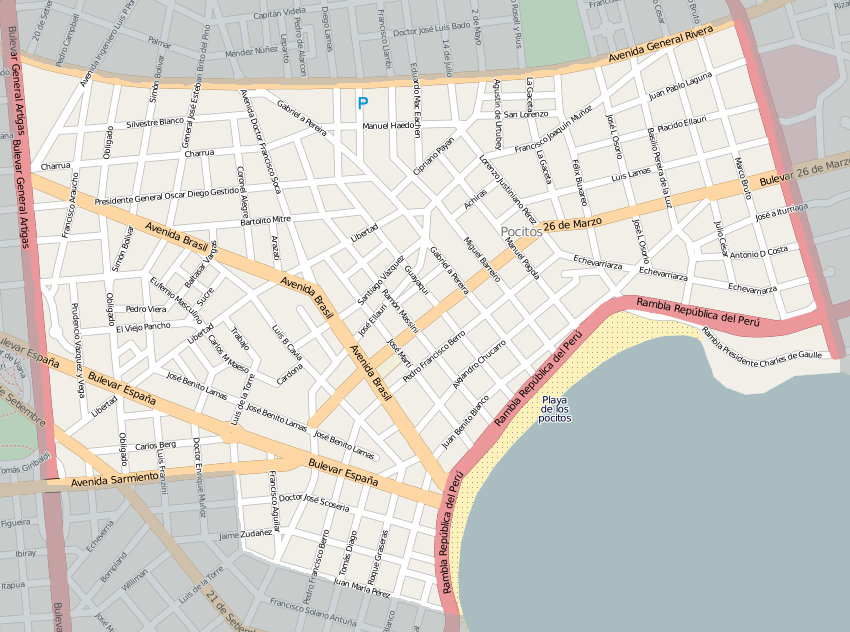
Mapa de Pocitos amb els carrers principals.